# Bitka na Somi (1916)
Bitka na Somi je trajala med julijem in novembrom 1916. To bitko štejemo med eno največjih bitk prve svetovne vojne. Zaradi več kot milijonskih izgub jo štejemo tudi med najbolj krvave operacije. Cilj Antante je bil preboj skozi 19 km dolgo frontno linijo, ki je tekla od severnega dela reke Some v Franciji proti jugu države.
Že leta 1915 je bilo odločeno, da bo antanta centralne sile uničila sočasno. Rusi z vzhoda, Italijani preko Alp in Francozi (s pomočjo Združenega kraljestva) na zahodni fronti. Francozi in Britanci so resno začeli razmišljati o sodelovanju šele po bitki pri Verdunu.

## Ofenziva
Preden so Britanci izvedli ofenzivo, so bombardirali nemške položaje sedem dni zapored pri čemer so izstrelili 1,7 milijona granat. Po tem so imeli Britanci načrt, da bi prečkali nikogaršnje ozemlje in napadli (po njihovem) zdesetkano nemško vojsko. A nemški vojaki so preživeli, saj so se umaknili v kaverne 20 metrov pod zemljo. Največja moč Nemcev so bile njihove strojnice. Britanci so zmotno mislili, da so jih večino že uničili. Večina od britanskih 13 divizij, ki so jih uporabili, je bila uničenih že na nikogaršnjem ozemlju. Le Francozom je uspelo prodreti globlje v nemške položaje, saj so bili izkušenejši od Britancev. A nekaj dni pozneje so Britanci uporabili novost prve svetovne vojne, tanke. Res da so bili zelo primitivni, a se je nekaterim vseeno uspelo prebiti do Nemcev. Tako je imela tudi pehota možnost napasti Nemce. Na koncu so Britanci zavzeli nemške položaje, a temu ne moremo reči zmaga, saj je na obeh straneh padlo ogromno mož. Zgodovinarji danes pravijo, da ta bitka na ta dan ni pomenila zmage za Antanto, je pa odločilno pripomogla h končni zmagi nad centralnimi silami.